# Sminthurididae
Sminthurididae is een familie van springstaarten en telt 145 beschreven soorten.

## Taxonomie
- Geslacht Boernerides - Bretfeld, 1999[3] (1 soort)
- Geslacht Debouttevillea (1 soort)
- Geslacht Denisiella (11 soorten)
- Geslacht Pygicornides (2 soorten)
- Geslacht Sinnamarides (1 soort)
- Geslacht Sminthurides (58 soorten)
- Geslacht Sminthuridia (1 soort)
- Geslacht Sphaeridia (65 soorten)
- Geslacht Stenacidia (3 soorten)
- Geslacht Yosiides (2 soorten)

## In Nederland waargenomen soorten
- Genus: Sminthurides
  - Sminthurides aquaticus
  - Sminthurides malmgreni
  - Sminthurides parvulus
  - Sminthurides penicillifer
  - Sminthurides pseudassimilis
  - Sminthurides schoetti
- Genus: Sphaeridia
  - Sphaeridia pumilis
- Genus: Stenacidia
  - Stenacidia violacea